# 真空包装
真空包装（しんくうほうそう）とは、密封したプラスチックなどの包装内の空気を吸引して脱気することで包装の内部を真空状態にしたもの。包装内の酸素を排除することで内容物である食品の化学的な変質や微生物による変質を抑制することを目的とする。真空パックとも呼ばれる。
「真空包装」は日本工業規格（JIS）においても定義付けされている。日本工業規格の定義では「真空包装」とは「内容物の充填時に容器から空気を吸引排気して密封し、物品の変質などを防止することを目的とする包装」とされている。また、「容器には、ガスバリア性の優れた包装材料を用いる」とされている。「真空包装」の対応英語は「vacuum packaging」である。
真空包装後に加熱殺菌される場合（ハム・ソーセージなど）あるいはレトルト殺菌される場合（ハンバーグなど）もある。
なお、「真空包装」は「ガス置換包装」とは区別される。

## 主なメーカー
日本国内の主な真空包装（真空パック）メーカーは以下のとおり。
- シー・シー・ピー.
- Panasonic
- アイリスオーヤマ
- ソリスジャパン
- テクノインパルス

業務用の真空包装機メーカーは以下のとおり。
- TOSEI（トーセイ）
- 西原製作所
- 吉川工業
- シロ産業
- 増井技研
- ホシザキ